# شركة تترا
شركة تترا (بالإنجليزية: Tetra Company) هي شركة تصنيع أغذية أسماك أسسها عالم ألماني شاب أولريش بينش.

## شركة تترا في الأخبار

### الانتقادات
تعرضت شركة تترا لانتقادات شديدة من قبل مجتمع صيد الأسماك البحري بعد ظهورها في صباح الخير امريكا حيث ادعت أن أحد مجموعاتها، وهو حوض سمك 10 جالون (37.3 لتر) ومرشح، يمكن أن يدعم الأسماك من البحث عن نيمو. أشار معظم الهواة إلى أن التانغ وحده يحتاج إلى حوض مائي أكبر بكثير (طوله 4 بوصات على الأقل) وأنه سيموت في مثل هذه الظروف. ومع ذلك، يمكن لحوض أسماك المياه المالحة سعة 10 جالون أن يستوعب بنجاح أسماك كلاريسفيش (بدون تانغ).